# خديجة قصيباتي شحرور

## ولادتها
ولدت خديجة قصيباتي شحرور في عام 1932 في دمشق في العاصمة السورية، وهي إحدى الشخصيات اللامعة التي برزت في عالم الخياطة على الصعيد السوري، خرّجت أجيالاً من الخياطات اللواتي أصبحن أعلامًا مضيئة في فن الخياطة والتفصيل، كما وقدمت لزبائنها تصاميم مبتكرة ومبدعة تضاهي تصاميم بيوت الأزياء الأوربية فجمعت بين تصميم الأزياء وإتقان الخياطة، وقد شهد لها بذلك آلاف الناس الذين تعاملوا معها. وها هي ذا تتابع عطاءها في تأليف كتابها «خبرتي» والذي يعتبر الكتاب الثالث لها والذي وضعت فيه خلاصة خبرتها الطويلة التي امتدت خمسة عقود تشرح فيه ما اختزنته من فن هذا العلم الرفيع على مر السنين بهمة ونشاط.

## نشأتها ونبوغها منذ الصغر
نشأت المؤلفة السيدة خديجة في حي القنوات بمدينة دمشق في سوريا في أواخر أيام الاحتلال الفرنسي لسوريا وكان لها حظ من تعلم اللغة الفرنسية، حيث ترعرعت في بيئة دمشقية تواقة للأناقة والجمال، وشاءت الظروف أن تتعلم هذه المهنة في سن مبكرة وهي في الرابعة عشرة من عمرها وبمدة قصيرة جدًا أتقنت هذه المهنة، وحينما دخلت هذا المجال اضطرت إلى ترك المدرسة بعد أن أنتهت المرحلة الابتدائية رغم تفوقها في دراستها. أحبت خديجة هذه المهنة وأبدعت فيها ومارستها في وقت كانت فيه مهنة التفصيل والخياطة تلقى اهتمامًا وإقبالاً كبيرين فقد كان الدمشقيون ذواقين وتواقين للخياطة معتمدين عليها وذلك لقلة وجود الملابس الجاهزة التي يمكن شراؤها من الأسواق فكان على كل عائلة أن تؤمن خياطة الملابس التي يحتاجونها لذا كانت الحاجة إلى تعلم هذه المهنة كبيرةً جدًا. وقد بدأت بخياطة الملابس بتصماميم كثيرة مبدعة لم تكن مطروحة، كما كانت الزبائن تستشيرها عند شراء الأقمشة واثقين بذوقها الرفيع وقدرتها على اختيار المناسب لهم، فأقبل عليها الناس إقبالا شديدًا من قبل الأهل والأصدقاء والمعارف والمعجبين بفنها وعملها فتم الاعتماد عليها في تصميم الملابس وهي ما زالت في السابعة عشرة من عمرها.

## تصاميمها
تزوجت خديجة وهي في التاسعة عشرة من السيد محمد سهيل شفيق حوارنة الذي كان لها نعم المعين والمشجع كما كان لها نعم الزوج المحب، وبسبب شهرتها في تلك الفترة تهافت النساء لحضور زفافها لتشاهد فساتينها التي صممتها لنفسها ولبستها في زفافها فقد كان من عادة أهل الشام في دمشق أن تلبس العروس إلى جانب الفستان الأبيض (البدلة البيضاء) فساتين سهرة أخرى تسمى «تفريعات» وقد قامت بتصميم وخياطة ملابس المدعوات لزفافها أيضاً، إضافة إلى عمل تسريحات لشعر المقربات لها لحضور حفلها، فأثارت إعجاب الناس، وإذا ما قارنا حالها سابقا بالوقت الحالي لاعتبرنا أن زفافها كان عرض أزياء لمصممة مشهورة ألا وهي العروس ذاتها، كما حرصت النساء على حضور حفلات زفاف بناتها لمشاهدة تصاميمها أيضا.

## مشغل فاتن
تحول إعجاب الناس بتصاميمها إلى رغبة ملحة منهم لتعلم هذه المهنة، فبدأت بتعليم بنات الحي والمدينة التي تعيشها وقد كان شائعا في الستينات أن بعض العائلات كانت تفضل إرسال بناتها لتعلم الخياطة بدلا من إتمام دراستهن العليا، لذا تدافع الناس لتسجيل بناتهم عند السيدة خديجة «أم فاتن» وخاصة بعد أن ذاع صيتها وترددت على ألسن الناس والتجار عبارة «بدك تعلم بنتك؟؟ عند ام فاتن وبس» إذا أردت أن تعلم ابنتك الخياطة فليس لك إلا أم فاتن. فقد كانت منظمة جدًا ملتزمة بمواعيدها، فهي تحدد مواعيد الأعراس لدقتها في تسليم بدلات العرائس، وقد تحول بيتها إلى مشغل يعج بالمنتسبات والمتدربات وأطلق على هذا المشغل اسم «مشغل فاتن» نسبة إلى اسم ابنتها البكر«فاتن» وقد بدأت بإعطاء دروس عن الخياطة الصحيحة ودربت آلاف المنتسبات اللواتي أكملن طريقهن في هذه المهنة، وقد وصل عدد المنتسبات والمتدربات في ورشة العمل الواحدة (الدورة) إلى أربعين طالبة. كن يتدربن عندها منذ الصباح وحتى المساء في الوقت الذي كانت تخيط لزبائنها اللواتي كن في ازدياد إضافة إلى رعايتها المتميزة لعائلتها. كما كانت شديدة الحرص على المنتسبات فحافظت عليهن كما حافظت على نفسها وعلى بناتها فلم تكن معلمة للخياطة فحسب بل كانت مربية ناصحة محبة معطاءة، فرافقت رحلة هذا المشغل الطويلة التي توجت بالعطاء والإخلاص رحلة انجازات كبيرة في التصميم والخياطة والتفصيل.

## تأليفها الكتب

### كتاب مشغل فاتن
قامت بتأليف كتابها الأول عام 1958 الذي كان بعنون (مشغل فاتن) وأردفته بكتاب موسع بنفس العنوان في عام 1960.

### كتاب خبرتي
أما كتابها الثالث خبرتي فيعد من أهم انجازات السيدة خديجة فقد وضعت فيه خبرة الخمسين سنة وقد اتصف بالبساطة والسهولة في عرض المعلومات. طبع الجزء الأول منه في عام 1997 ويتضمن هذا الكتاب ستة أقسام، ومن ثم يقسم إلى دروس، ثم إلى فقرات ويخصص القسم الأول للمبتدئات، فيتضمن القاعدة الأساسية للفستان والتنورة والقميص.وتخصص بقية الأقسام للممارسات، فتتضمن قصات لصدر الفستان العامودية والأفقية الأساسية، وموديلات الأكمام والقبات الأساسية. كما تتضمن التنورة الشقف بأنواعها وموديلاتها، والجاكيت الواسع والمكسم والبنضال بموديلاته المتنوعة. كما يتناول الكم الجبونيز الياباني لعدة موديلات، والعباءة العربية، وصدر الفستان بقصتين، وموديلات الفساتين الأساسية الثابتة بقصاتها التي لا تتغير بتغير الأزياء.
أما الجزء الثاني فهو قيد الطبع وسيصدر خلال الشهر السادس من 2012
وقد تضمن (179) بتروناً، يتبعه (364) موديلا مع الشرح الواضح وكيفية القصات للفساتين بأنواعها وموديلاتها، والكلوشات المتنوعة، وفساتين الفطع وفساتين الزفاف والسهرة والسبور، وفساتين الدرابيه، والبف (المنفوخ) والورب وموديلات الجاكيت بقصاته المتنوعة والكم الرجالي وقبات السموكة المختلفة، وجميعها مرفقة بصور لموديلات ملونة.